# Pirnaische Vorstadt
Pirnaische Vorstadt är en stadsdel i Dresden i Sachsen, Tyskland.
Stadsdelen byggdes 1835. I stadsdelen finns bland annat Deutsches Hygienemuseum och Blüherpark.

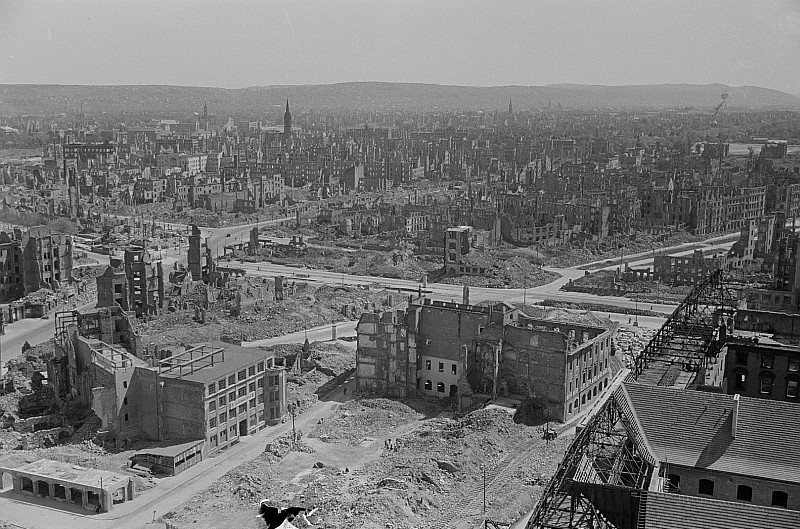
Förstörelse i Pirnaische Vorstadt efter bombningen av Dresden 1945